# III Międzynarodowe Klubowe Zawody Spadochronowe Gliwice 1977
 III Międzynarodowe Klubowe Zawody Spadochronowe Gliwice 1977 – odbyły się 8–11 maja 1977. Gospodarzem Mistrzostw był Aeroklub Gliwicki, a organizatorem Sekcja Spadochronowa Aeroklubu Gliwickiego. Patronat nad Zawodami sprawowało Towarzystwo Miłośników Ziemi Gliwickiej. Do dyspozycji skoczków był samolot An-2TD SP-ANW. Skoki wykonywano z wysokości 1000 m i opóźnieniem 0-5 sekund.

## Rozegrane kategorie
Zawody rozegrano w dwóch kategoriach spadochronowych:
- Indywidualnie celność lądowania
- Drużynowo celność lądowania.

Źródło: 

## Medaliści
Medalistów III Międzynarodowych Klubowych Zawodów Spadochronowych Gliwice 1977 podano za: Jan Isielenis, Archiwum Sekcji Spadochronowej Aeroklubu Gliwickiego, 1977. Brak numerów stron w książce
| Konkurencja           | Złoto               | Srebro           | Brąz                 |
| Indywidualnie celność | Jan Bober           | Jacek Skrzynecki | Edward Miler         |
| Drużynowo celność     | Aeroklub Gliwicki I | Aeroklub Burgas  | Aeroklub Gliwicki II |

## Uczestnicy zawodów
Uczestników III Międzynarodowych Klubowych Zawodów Spadochronowych Gliwice 1977 podano za: Jan Isielenis, Archiwum Sekcji Spadochronowej Aeroklubu Gliwickiego, 1977. Brak numerów stron w książce
W zawodach brało udział 18 zawodników.

1. Edward Miler (Aeroklub Gliwicki)
2. Jan Bober (Aeroklub Gliwicki)
3. Ryszard Kopijczuk (Aeroklub Gliwicki)
4. Jan Strzałkowski (Aeroklub Gliwicki)
5. Andrzej Grabania (Aeroklub Gliwicki)
6. Jerzy Hercuń (Aeroklub Gliwicki)
7. Wacław Sydor (Aeroklub Gliwicki)
8. Kazimierz Gąsior (Aeroklub Gliwicki)
9. Halina Kadzidło (Aeroklub Gliwicki)
10. Stojczo Nalbanow (Aeroklub Burgas)
11. Dimitr Iangiozow (Aeroklub Burgas)
12. Rumen Benew (Aeroklub Burgas)
13. Penczo Bołgurow (Aeroklub Burgas)
14. Naczko Radew (Aeroklub Burgas)
15. Nikołajew (Aeroklub Burgas)
16. Jacek Strzynecki (Aeroklub Słupski)
17. Jan Hinatyszyn
18. Mieczysław Budzik.

## Wyniki zawodów
Wyniki III Międzynarodowych Klubowych Zawodów Spadochronowych Gliwice 1977 podano za: Jan Isielenis, Archiwum Sekcji Spadochronowej Aeroklubu Gliwickiego, 1977. Brak numerów stron w książce
W zawodach wzięły udział reprezentacje aeroklubów z dwóch krajów:
 Bułgaria,  Polska.
Klasyfikacja indywidualna (celność lądowania):
- I miejsce – Jan Bober[3] (Aeroklub Gliwicki)
- II miejsce – Jacek Skrzynecki (Aeroklub Słupski)
- III miejsce – Edward Miler (Aeroklub Gliwicki).

Klasyfikacja drużynowa:
- I miejsce – Aeroklub Gliwicki I (Jan Bober, Andrzej Grabania, Jan Strzałkowski)[3]
- II miejsce – Aeroklub Burgas – Bułgaria
- III miejsce – Aeroklub Gliwicki II.

## Galeria

III Międzynarodowe Klubowe Zawody Spadochronowe Gliwice 1977
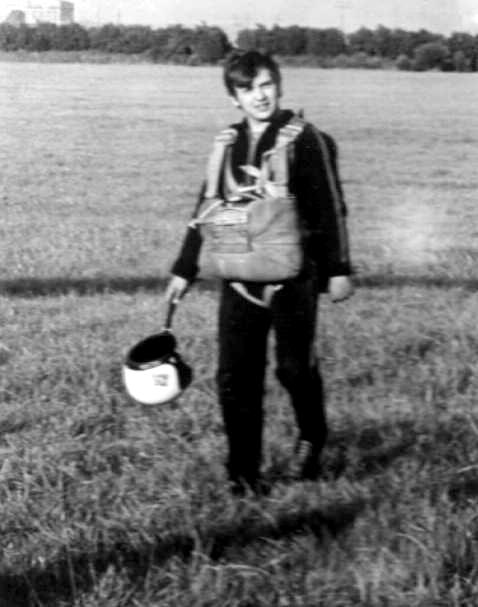
Uczestnik zawodów na murawie lotniska
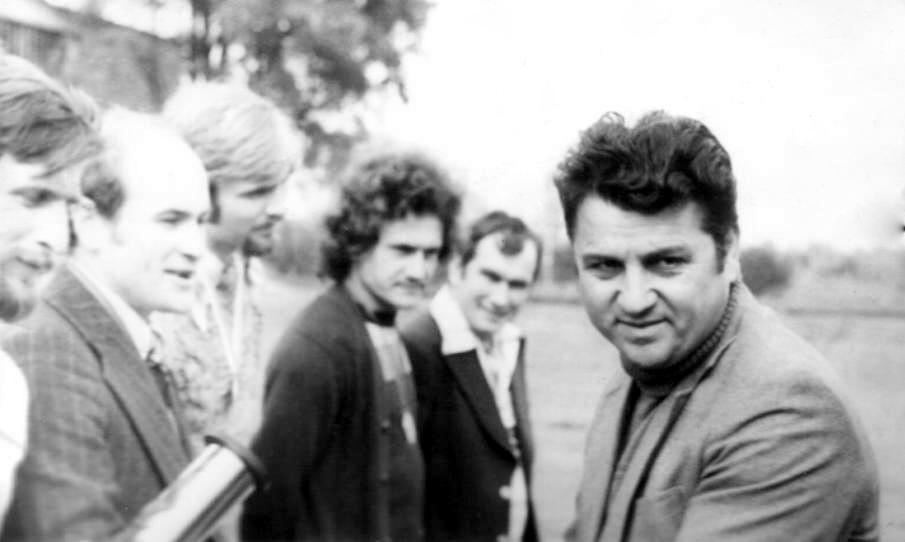
Wręczenie nagród. Od prawej: 2. Jan Strzałkowski, 3. Jerzy Hercuń, 4. Jan Bober, 5. Edward Miler
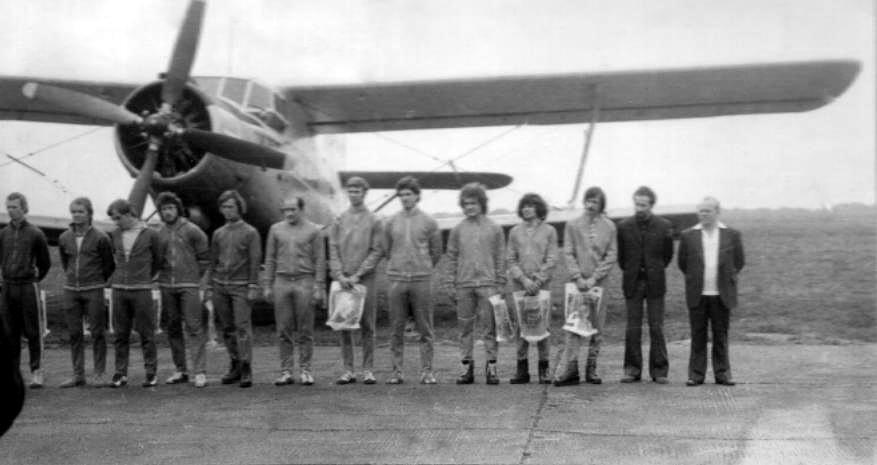
Uczestnicy zawodów. Od prawej: Jan Boryczka (instruktor), Ryszard Kopijczuk, nn, Kazimierz Gąsior, Jerzy Hercuń, Witold Lewandowski, Andrzej Grabania